# SolidWorks
SolidWorks (солидворкc, от англ. solid — твёрдое тело и англ. works — работать) — программный комплекс САПР для автоматизации работ промышленного предприятия на этапах конструкторской и технологической подготовки производства. Обеспечивает разработку изделий любой степени сложности и назначения.
Работает в среде Microsoft Windows. Разработан компанией SolidWorks Corporation, созданной с нуля Джоном Хирштиком, а с 1997 года являющейся независимым подразделением компании Dassault Systemes (Франция).
Программу начали разрабатывать в 1993 году, она начала продаваться в 1995 и составила конкуренцию таким продуктам, как AutoCAD и Autodesk Mechanical Desktop, SDRC I-DEAS, Компас и Pro/ENGINEER. Система SolidWorks стала первой САПР, поддерживающей твердотельное моделирование для платформы Windows. SolidWorks использует ядро Parasolid.
Решаемые задачи:
- Конструкторская подготовка производства (КПП):
  - 3D-проектирование изделий (деталей и сборок) любой степени сложности с учётом специфики изготовления
  - Создание конструкторской документации в строгом соответствии с ГОСТ
  - Промышленный дизайн
  - Обратная разработка
  - Проектирование коммуникаций (электрожгуты, трубопроводы и пр.)
  - Инженерный анализ (прочность, устойчивость, теплопередача, частотный анализ, динамика механизмов, газо/гидродинамика, оптика и светотехника, электромагнитные расчёты, анализ размерных цепей и пр.)
  - Экспресс-анализ технологичности на этапе проектирования
  - Подготовка данных для ИЭТР
  - Управление данными и процессами на этапе КПП
- Технологическая подготовка производства (ТПП):
  - Проектирование оснастки и прочих средств технологического оснащения
  - Анализ технологичности конструкции изделия.
  - Анализ технологичности процессов изготовления (литьё пластмасс, анализ процессов штамповки, вытяжки, гибки и пр.)
  - Разработка технологических процессов по ЕСТД
  - Материальное и трудовое нормирование
  - Механообработка: разработка управляющих программ для станков с ЧПУ, верификация УП, имитация работы станка. Фрезерная, токарная, токарно-фрезерная и электроэрозионная обработка, лазерная, плазменная и гидроабразивная резка, вырубные штампы, координатно-измерительные машины
  - Управление данными и процессами на этапе ТПП
- Управление данными и процессами:
  - Работа с единой цифровой моделью изделия
  - Электронный технический и управленческий документооборот
  - Технологии коллективной разработки
  - Работа территориально-распределенных команд
  - Ведение архива технической документации по ГОСТ
  - Проектное управление
  - Защита данных с помощью ЭЦП
  - Подготовка данных для ERP, расчёт себестоимости.

Система включает программные модули собственной разработки, а также сертифицированное ПО от специализированных разработчиков (SolidWorks Gold Partners).

## Состав комплекса
Программный комплекс SolidWorks включает базовые конфигурации SolidWorks Standard, SolidWorks Professional, SolidWorks Premium, а также различные прикладные модули:
- Управление инженерными данными: SolidWorks Enterprise PDM
- Инженерные расчёты: SolidWorks Simulation Professional, SolidWorks Simulation Premium, SolidWorks Flow Simulation
- Электротехническое проектирование: SolidWorks Electrical
- Разработка интерактивной документации: SolidWorks Composer
- Механообработка, ЧПУ: CAMWorks
- Верификация УП: CAMWorks Virtual Machine
- Контроль качества: SolidWorks Inspection
- Анализ технологичности: SolidWorks Plastics, DFM и пр.
- Бесчертежные технологии: SolidWorks MBD
- и др.

Предоставляются коммерческие и учебные лицензии.

### SolidWorks Standard
Включает:
- Гибридное параметрическое моделирование: твердотельное моделирование, моделирование поверхностей, каркасное моделирование и их комбинация без ограничения степени сложности.
- Проектирование изделий с учётом специфики изготовления: детали из пластмасс, листовой материал, пресс-формы и штампы металлоконструкции и пр.
- Проектирование сборок: проектирование «снизу вверх» и «сверху вниз». Проектирование от концепции. Работа со сложными сборками: SpeedPak — управление производительностью системы, управление отображениями, управление конфигурациями, работа с мозаичными данными, режим сокращённых сборок и чертежей.
- Библиотеки проектирования: единая библиотека физических свойств материалов, текстур и штриховок. Типовые конструктивные элементы, стандартные детали и узлы, элементы листовых деталей, профили прокатного сортамента и т. п. Библиотека стандартных компонентов от поставщиков-производителей.
- Прямое редактирование геометрии: технологии Instant3D.
- Проектирование на основе баз знаний: технологии DriveWorksXpress.
- Экспертные системы:
  - SketchXpert — анализ конфликтов в эскизах, поиск оптимального решения.
  - FeatureXpert, FilletXpert, DraftXpert — автоматическое управление элементами скруглений и уклонов, оптимизация порядка построения модели.
  - Instant3D — динамическое прямое редактирование 3D-моделей деталей и сборок, стандартных компонентов.
  - DimXpert — автоматизированная простановка размеров и допусков в 3D-модели, а также размеров в чертежах, возможность работы с импортированной геометрией.
  - AssemblyXpert — анализ производительности больших сборок, подготовка вариантов решений по улучшению быстродействия.
  - MateXpert — анализ сопряжений сборок, поиск оптимального решения.
- Инженерный анализ: экспресс-расчёты массово-инерционных характеристик, кинематики и динамики механизмов, прочности и аэро/гидродинамики.
- Анализ технологичности модели: механообработка, обработка листа, литьё, заполнение пресс-форм.
- Экологическая экспертиза проекта: технологии SustainabilityXpress.
- Оформление чертежей по ЕСКД: двунаправленная ассоциативность 3D-модели, чертежа и спецификации. Использование библиотек оформления КД по ГОСТ: специальные символы, базы, допуски и посадки, шероховатости, клеймение и маркировка, технические требования, элементы гидравлических и электрических схем и т. д.
- Трансляция данных:
  - нейтральные форматы
    - STEP AP203/AP214,
    - Parasolid,
    - ACIS,
    - IGES,
    - VDAFS,
    - STL,
    - VRML.

  - прямые трансляторы
    - Pro/ENGINEER,
    - NX,
    - Solid Edge,
    - Inventor,
    - AutoCAD,
    - CATIA Graphics.

  - построение 3D-модели печатной платы по импортированным данным из
    - P-CAD,
    - Altium Designer,
    - Mentor Graphics,
    - CADENCE и др.
- Анимация: создание мультипликации (анимаций) на основе 3D-моделей.
- API SDK: поддержка программирования на языках Visual Basic, Visual C++ и др., запись и редактирование макросов (VBA).
- SolidWorks Rx: утилита автоматической диагностики компьютера на соответствие требованиям SolidWorks.
- SolidWorks eDrawings: средства согласования технической документации.
- DraftSight: специальные лицензии профессиональной 2D САПР для создания дополнительных рабочих мест работе с данными DWG (создание, редактирование, просмотр). Лицензии предоставляются бесплатно в необходимом количестве.

### SolidWorks Professional
Включает функциональные возможности SolidWorks Standard, а также:
- Библиотеки стандартных изделий (SolidWorks Toolbox): крепеж, подшипники, прокатный сортамент, кулачки, шкивы, шестерни и т. п.) по стандартам ГОСТ, ISO, ANSI, BSI, DIN, JIS, CISC, PEM®, SKF®, Torrington®, Truarc®, Unistrut®. Toolbox различных версий Solidworks несовместим и при установке Solidworks есть возможность обновления или установки новой версии Toolbox. Обновить Toolbox можно и вручную.
- Интерактивная документация: подготовка данных для ИЭТР — Photoview 360, eDrawings Professional.
- Распознавание и параметризация импортированной геометрии: технологии FeatureWorks.
- Автоматическая проверка и корректировка моделей/чертежей на соответствие стандартам предприятия (СтП): технологии Design Checker.
- Сравнение документов SolidWorks: детали, сборки, чертежи: технологии SolidWorks Utilities.
- Планирование задач (Task Scheduler): настройка задач для выполнения по расписанию. Планируемые задачи: групповая печать, импорт/экспорт, проверка проекта на соответствие стандартам предприятия и т. д.

### SolidWorks Premium
Включает функциональные возможности SolidWorks Standard и SolidWorks Professional, а также:
- Проектирование трубопроводов (SolidWorks Routing): жесткие сборные трубопроводы (на сварке и резьбе), гнутые трубопроводы, гибкие подводки и шланги. Формирование данных для трубогибов. Библиотеки стандартных элементов по ГОСТ.
- Обратный инжиниринг (ScanTo3D): преобразование сканированного облака точек в 3D-модели SolidWorks.
- Анализ размерных цепей в 3D-модели сборки (TolAnalyst): расчёт и оптимизация допусков и посадок.
- Обмен данными с радиотехническими САПР (CircuitWorks): двунаправленные обмен данными с радиотехническим САПР (P-CAD, Altium Designer, Mentor Graphics, CADENCE и др.).
- Инженерный анализ: SolidWorks Motion — комплексный динамический и кинематический анализ механизмов. SolidWorks Simulation — расчёт на прочность конструкций (деталей и сборок) в упругой зоне.

### SolidWorks Simulation
Семейство дополнительных модулей инженерного анализа. Включает:
SolidWorks Simulation — Расчёт на прочность конструкций (деталей и сборок) в упругой зоне. Входит в базовую конфигурацию SolidWorks Premium.
SolidWorks Simulation Professional — Расчёт на прочность конструкций в упругой зоне, постановка и решение контактных задач, расчёт сборок; определение собственных форм и частот колебаний, расчёт конструкции на устойчивость, усталостные расчёты, имитация падения, тепловые расчёты. Оптимизация параметров модели SolidWorks Motion: комплексный динамический и кинематический анализ механизмов, определение скоростей, ускорений и взаимных воздействий элементов системы.
SolidWorks Simulation Premium — Нелинейные расчёты: учёт нелинейных свойств материала, нелинейного нагружения, расчёт нелинейных контактных задач; анализ усталостных напряжений и определение ресурса конструкций. Линейная и нелинейная динамика деформируемых систем. Оптимизация параметров модели. Расчёт многослойных композиционных оболочек. Включает функциональность SolidWorks Simulation Professional.

### SolidWorks Flow Simulation
Семейство дополнительных модулей по газо/гидродинамическим расчётам. Включает:
SolidWorks Flow Simulation — моделирование течения жидкостей и газов, управление расчётной сеткой, использование типовых физических моделей жидкостей и газов, комплексный тепловой расчёт, газо- и гидродинамические и тепловые модели технических устройств, нединамический и нестационарный анализ, расчёт вращающихся объектов, экспорт результатов в SolidWorks Simulation.
SolidWorks Flow Simulation Electronic Cooling Module Add-In — дополнительный модуль для теплового расчёта электронных устройств. Включает: расширенная база данных по виртуальным вентиляторам; материалам электротехнического назначения, термоэлектрическим охладителям (элементы Пельтье), двухрезисторным компонентам. Имитация прохождения постоянного тока и джоулева нагрева постоянным током, модели двухрезисторных компонентов, тепловых трубок, многослойных печатных плат.
SolidWorks Flow Simulation HVAC Module Add-In — дополнительный модуль SolidWorks Flow Simulation для расчёта систем вентиляции, отопления и кондиционирования. Включает: расширенная база данных по строительным материалам и вентиляторам; уточнённая модель теплообмена излучением с учётом отражения, преломления и спектральных характеристик; расчёт параметров комфорта: средней прогнозируемой оценки, допустимого числа неудовлетворённых, среднерадиационной температуры и др.

### SolidWorks Plastics
Семейство дополнительных модулей по анализу проливаемости пресс-форм. Включает:
SolidWorks Plastics Professional — Анализ проливаемости пресс-форм с учётом физических свойств полимеров. Анализ заливки материала. Анализ движение потока материала. Определение мест холодного спая. Распределение полей температур и давления. Библиотеки материалов.
SolidWorks Plastics Premium — Анализ процесса затвердевания материала. Расчёт остаточных усилий смыкания пресс-формы. Включает функциональность SolidWorks Plastics Professional.
SolidWorks Plastics Advanced — Расчёт коробления детали. Расчёт деформации детали. Расчёт остаточных напряжений. Учёт усадки по линейной модели. Тепловой анализ. Определение полей температуры в модели. Расчёт времени охлаждения. Расчёт тепловых напряжений. Включает функциональность SolidWorks Plastics Premium.

### SolidWorks Electrical
Семейство дополнительных модулей для электротехнического проектирования. Включает:
SolidWorks Electrical Schematic — Профессиональная 2D САПР электрических схем. Проектирование логических, структурных, электрических принципиальных схем, блок-схем кабельных подключений, таблиц соединений и.т.д. с использованием пополняемой номенклатурной базы компонентов от мировых производителей радиоэлектроники. Автоматическая нумерация и маркировка компонентов проекта с обновлением в режиме реального времени. Двумерная компоновка компонентов в шкафах и модулях. Создание документации и отчётов на основе данных проекта. Совместная работа разработчиков над цифровым макетом электрической составляющей изделия с учётом изменений в режиме реального времени. Возможность использовать наработки в формате DWG/DXF.
SolidWorks Electrical 3D — 3D компоновка электрических шкафов на основе 2D данных проекта и обширной базы 3D-моделей комплектующих. Автоматическая прокладка проводов с учётом кабель-каналов. Автоматическое разделение прокладки кабельной системы по силовым и сигнальным линиям. Расчёт заполняемости кабель-каналов.
SolidWorks Electrical Professional — включает функциональность SolidWorks Electrical Schematic и SolidWorks Electrical 3D.

### SolidWorks Composer
Дополнительный модуль для создания электронного контента для технических описаний и руководств по эксплуатации. Позволяет на основе трёхмерных конструкторских моделей, с применением широкого спектра инструментов оформления, создавать анимационные ролики и иллюстративный материал высокого разрешения. Позволяет сформировать информативный HTML документ с поддержкой объектных гиперссылок и анимированных переходов. Прямая поддержка файлов SolidWorks, CATIA, Pro/E, STEP, IGES. Представление результатов в форматах Microsoft Office®, PDF, HTML, SVG, CGM и др.

### SolidWorks Inspection
Семейство дополнительных модулей для анализа качества производственных изделий. Включает:
SolidWorks Inspection. Автоматизация проверки первого выпущенного образца изделия на соответствие техническим условиям. Автоматическое и интерактивное создание таблицы контроля качества детали на основе чертежа SolidWorks. Поддержка размеров с допусками, допусков формы и расположения поверхностей, обозначений шероховатости поверхности, элементов технических требований чертежа. Добавление в чертёж ссылок на элементы таблицы. Назначение весовых коэффициентов контролируемым параметрам. Поддержка стандартов AS9102, PPAP, ISO 13485 и других. Экспорт созданных таблиц и аннотированных чертежей в файлы Excel и PDF. Настройка шаблонов таблиц контроля качества детали в соответствии со стандартами предприятия.
SolidWorks Inspection Professional. Создание таблиц контроля качества на основе чертежей в форматах TIFF и PDF без использования лицензии SolidWorks. Распознавание текстов, размеров, технологических обозначений. Ввод в созданные таблицы результатов обмера контролируемой детали вручную или с использованием электронных средств измерения, пакетный ввод результатов обмеров с координатно-измерительных машин (КИМ). Анализ результатов обмера и составление отчёта о пригодности контролируемой детали. Включает функциональность SolidWorks Inspection.

### SolidWorks MBD
Автоматическое управление примечаниями PMI в трехмерной модели и их структуризация. Создание представлений длинномерных моделей с разрывами. Создание локальных представлений модели с учётом выбранных для каждого представления ориентации и масштаба модели, конфигурации, использования разнесённых состояний, разрезов и разрывов и с фильтрами видимости примечаний PMI, размеров, таблиц и текстовых примечаний. Публикация созданной аннотированной модели с добавленными в неё элементами управления примечаниями PMI в форматах eDrawings и 3D PDF. Редактор шаблонов документов PDF, настройка шаблонов в соответствии с государственными и отраслевыми стандартами и стандартами предприятия. Поддержка стандартов MIL-STD-31000, ASME14.41, ISO 16792, DIN ISO 16792 и GB/T 24734 и других.

## Лицензии для учебных заведений (бесплатные версии)
- SolidWorks School Edition
- SolidWorks CAMPUS
- SolidWorks Engineering Kit
- SolidWorks Research

### SolidWorks School Edition
SolidWorks Education Edition — учебный программный комплекс SolidWorks, предназначенный для обеспечения учебного процесса в школах, техникумах и колледжах. Предоставляется сетевая лицензия ёмкостью до 60 учебных мест.
Включает в себя следующие модули:
- SolidWorks Premium: Система автоматизированного проектирования деталей и сборок любой сложности и назначения; проектирование изделий с учётом специфики изготовления (листовой материал, оснастки, сварные конструкции…); оформление чертежей по ЕСКД; экспертные системы проектирования; работа с данными 3D сканирования; создание интерактивной документации; проектирование трубопроводов и электрожгутов; анализ размерных цепей; анализ технологичности; библиотеки стандартных изделий ГОСТ, DIN, ISO и др.
- SolidWorks Simulation Premium: Расчёт на прочность в линейном и нелинейном приближении, частотный анализ, устойчивость, усталостные расчёты, имитация падения, тепловые расчёты. Линейная и нелинейная динамика деформируемых систем. Расчёт многослойных композиционных оболочек. Динамический анализ механизмов.
- SolidWorks Flow Simulation: Газо/гидродинамика, тепловой расчёт, стационарный и нестационарный анализ.
- SolidWorks Plastics Premium — Анализ проливаемости пресс-форм с учётом физических свойств полимеров.
- SolidWorks Sustainability: Экологическая экспертиза проекта.

Учебный программный комплекс не имеет каких-либо ограничений по функционалу по отношению к коммерческим версиям. Срок действия лицензий не ограничен.

### SolidWorks CAMPUS
SolidWorks CAMPUS — университетский пакет учебных лицензий SolidWorks для единовременного оснащения лицензионным ПО всех подразделений учебного заведения. Предоставляются бессрочные сетевые лицензии SolidWorks на 200, 500 и 1000 учебных мест. Включает все функции SolidWorks School Edition, а также дополнительные опции по использованию SolidWorks в домашних условиях: заимствование лицензий на срок до 300 дней, студенческие и домашние лицензии SolidWorks, доступ к сдаче международных экзаменов на профессиональный сертификат Certified SolidWorks Professional — CSWP.

### SolidWorks Student Engineering Kit
SolidWorks Student Engineering Kit (SEK) — студенческая (домашняя) лицензия SolidWorks Premium, SolidWorks Simulation Premium, SolidWorks Flow Simulation для использования студентами и преподавателями в домашних условиях. Распространяются кафедрами вуза c актуальными версиями SolidWorks CAMPUS на 200—1000 мест. Срок действия лицензии — 1 учебный год.

### SolidWorks Research
SolidWorks Research — льготные коммерческие лицензии программного комплекса SolidWorks, предназначенные для проведения учебным заведением работ по заказам государственных предприятий, частных компаний и различных фондов. Данный тип лицензий — SolidWorks Research — является полным аналогом коммерческих лицензий по функционалу и правам использования. Лицензии Research также могут использовать малые инновационные предприятия, учредителями которых являются вузы.

## История версий
Прошлые версии (важнейшие нововведения):
- SolidWorks 95: Первая 3D САПР на OC Windows. Drag & Drop. Дерево конструирования (Feature Manager)…
- SolidWorks 96: Проектирование механизмов и анализ кинематики.
- SolidWorks 97: Feature Palette — библиотека проектирования.
- SolidWorks 97Plus: Поддержка интернет-технологий при проектировании.
- SolidWorks 98: Sketch Diagnostics — автоматический поиск конфликтов в эскизе. Управление касательностью в элементах по сечениям и по траектории.
- SolidWorks 98Plus: Автосопряжения. Легковесные компоненты в сборках. Работа с поверхностями. Параметризация импортированной геометрии — FeatureWorks.
- SolidWorks 99: Поиск конфликтов в подвижных сборках. Трехмерные эскизы. Проектирование трубопроводов. Управление структурой сборки.
- SolidWorks 2000: Появление eDrawings. Новый мастер отверстий. Динамический анализ зазоров между подвижными компонентами.
- SolidWorks 2001: Зеркальное отображение компонентов в сборке.
- SolidWorks 2001Plus: Проектирование механизмов с учётом физической динамики. Работа с большими сборками. Средства автоматизированной конвертации данных 2D проектирования в параметризованные 3D-модели.
- SolidWorks 2003: Экспресс-расчёт на прочность — COSMOSXPress. Интернет-библиотеки поставщиков комплектующих и стандартных изделий в формате SolidWorks. Работа с многотельными деталями. Работа с многоконтурными эскизами. Появление базовой конфигурации SolidWorks Professional.
- SolidWorks 2004: Реалистичное отображение деталей и сборок в процессе проектирования. Автоматическая простановка позиций. Сварные конструкции. Инструменты автоматизированного создания формообразующих.
- SolidWorks 2005: Объемный электромонтаж. Сравнение версий чертежа. Автоматическая расстановка размеров.
- SolidWorks 2006: Автокомпоненты библиотечных деталей. Проверка проекта.
- SolidWorks 2007: Экспертные системы проекта: анализ технологичности, KBE-проектирование. Обратный инжиниринг. Free-Form-моделирование.
- SolidWorks 2008: Прямое моделирование и редактирование 3D. Анализ и оптимизация размерных цепей в 3D.
- SolidWorks 2009: Интегрированные средства подготовки данных для ИЭТР. Технология работы с большими проектами — SpeedPak.
- SolidWorks 2010: Экологическая экспертиза проекта. Динамический анализ «по событию». Интеллектуальные средства образмеривания чертежей.
- SolidWorks 2011: Анализ изделия по произвольным критериям и графическая визуализация результатов. Облачные технологии управления инженерными данными. Специализированные модули по расчёту радиоэлектронной аппаратуры, климатических и вентиляционных систем. Поддержка данных в формате IFC для строительных конструкций. Виртуальная «прогулка» по модели. Функции автоматизированного нормоконтроля.
- SolidWorks 2012: Механизм замораживания дерева конструирования. Специализрованная технология работы с особо крупными проектами. Экспертная система расчёта себестоимости изделия. Управление данными объемного электромонтажа и EDA: E3, EPLAN.
- SolidWorks 2013: Новые типы кривых, расширенные инструменты администрирования (CAD Administration Tool), возможность чтения данных новой версии в рамках предыдущего релиза. Новые программные модули SolidWorks Plastics (полнофункциональный анализ литья пластмасс), SolidWorks Electrical (комплексное проектирование и конструирование электротехнических изделий). SWE-PDM: интеграция c MS Project, конфигуратор изделий, импорт справочников из произвольных баз данных, новая платформа базы материалов.
- SolidWorks 2014: Вращение компонентов в разнесённых состояниях, сопряжения для пазов (прорезей), ординатные угловые размеры, замена модели в видах чертежа, скругления кониками, элементы усиления сгиба листовой детали, кривые Безье. Совместный режим работы CircuitWorks и SolidWorks Flow Simulation, электрические расчёты в отчётах SolidWorks Electrical, совместный режим работы SolidWorks Plastics и SolidWorks Simulation, интеграция SWE-PDM и Altium Designer. Новые программные модули: SolidfWorks Plastics Advanced и SolidWorks Inspection.
- SolidWorks 2015: Асимметричные скругления, развертки неразворачиваемых поверхностей, управляемый размерами массив, цепные массивы в сборках, радиальное разнесение компонентов сборки, четвертные вырезы в модели и виды модели с разрывами, зоны в чертежах, проектирование коробов вентиляции. Новые переделы в Costing: литьё, сварка, 3D-печать. Treehouse — проектирование структуры изделия. SolidWorks MBD — 3D аннотирование (технологии PMI). Скользящие сетки в SolidWorks Flow Simulation. Учёт симметрии в SolidWorks Plastics. SolidWorks Simulation: проверка самопересечений при деформации, осевая симметрия в нелинейных расчётах.
- SolidWorks 2016: Переработанный интерфейс под мониторы сверхвысокого разрешения, расширенная поддержка внешних ссылок при замене компонента сборки, экспресс-оценка себестоимости сборки, ассоциативность заметок на поле чертежа с пунктами технических требований на чертеже, аннотирование схем SolidWorks Electrical Schematics в eDrawings, моделирование трехмерной резьбы, двунаправленные элементы по траектории, SolidWorks PDM Standard — управление инженерными данными в рамках рабочей группы.
- SolidWorks 2017: Версия 25, вышла в сентябре 2016.
- SolidWorks 2018: Версия 26, вышла в сентябре 2017.
- SolidWorks 2019: Версия 27, вышла в октябре 2018. Среди нововведений — улучшенная функция Large Design Review (Режим Большой Сборки) для большей гибкости при работе над проектом, а также приложение SOLIDWORKS Extended Reality, позволяющее просматривать проекты с помощью технологий виртуальной и дополненной реальности.[3]

Примечание: Начиная с версии 2012 файлы, созданные в новых версиях SolidWorks, можно открывать для чтения и использования в сборках и чертежах в рамках предыдущей версии (сервис-пак 5).

## Галерея

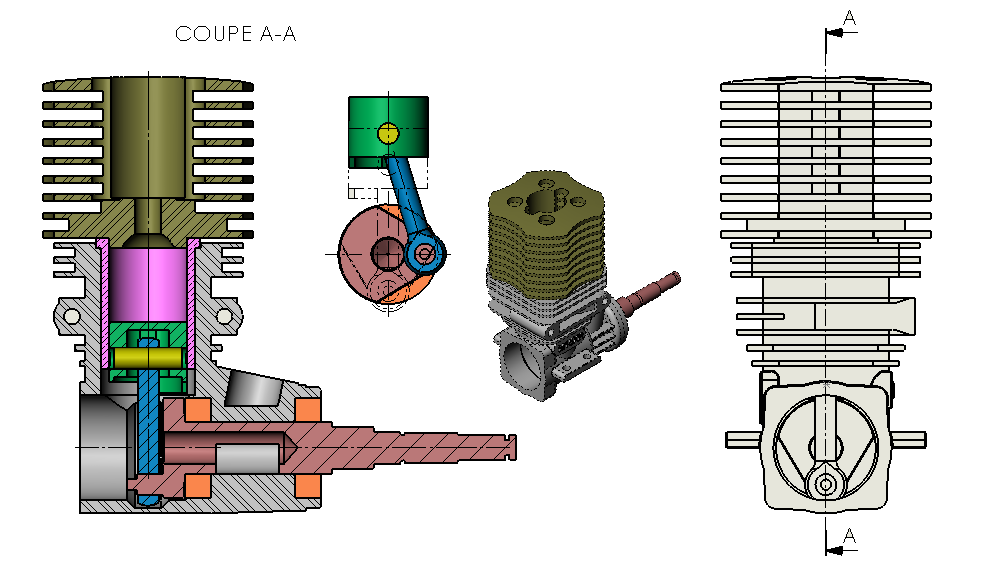
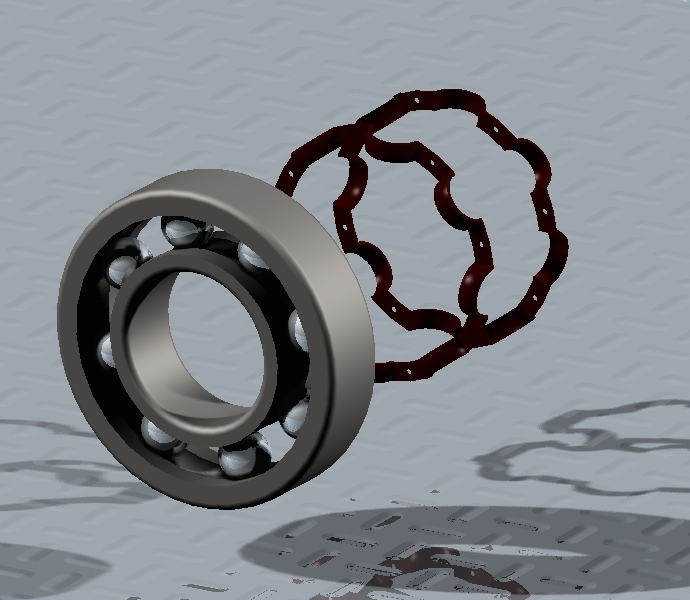
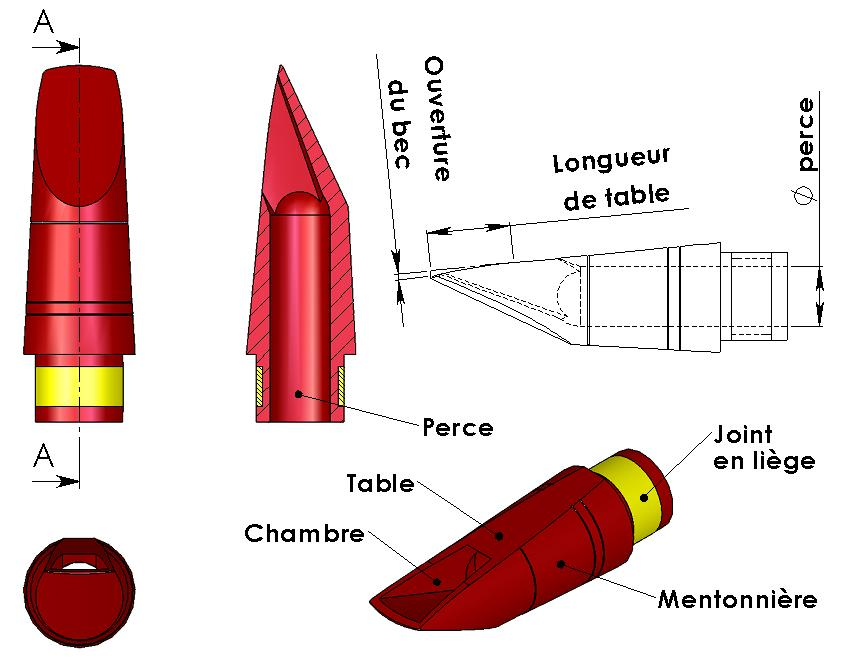

- Анимация модели